# بازی‌های مدیترانه ۱۹۷۹
بازی‌های مدیترانه ۱۹۷۹ (انگلیسی: 1979 Mediterranean Games) هشتمین دوره مسابقات بازی‌های مدیترانه است که از ۱۵ تا ۲۹ سپتامبر ۱۹۷۹ در اسپلیت، یوگسلاوی برگزار شده است. این بازی‌ها با حضور ۲٬۴۰۸ ورزشکار از ۱۴ کشور انجام شده است.

## ورزش‌ها
- تیراندازی با کمان  (جزئیات)  (2)
- دو و میدانی  (جزئیات)  (37)
- بسکتبال  (جزئیات)  (1)
- بوکس  (جزئیات)  (11)
- قایقرانی  (جزئیات)  (13)
- دوچرخه‌سواری  (جزئیات)  (2)
- شیرجه  (جزئیات)  (4)
- سوارکاری  (جزئیات)  (2)
- شمشیربازی  (جزئیات)  (4)
- هاکی روی چمن  (جزئیات)  (1)
- فوتبال  (جزئیات)  (1)
- ژیمناستیک  (جزئیات)  (14)
- هندبال  (جزئیات)  (2)
- جودو  (جزئیات)  (8)
- روئینگ  (جزئیات)  (8)
- راگبی ۱۵ نفره  (جزئیات)  (1)
- قایقرانی بادبانی  (جزئیات)  (3)
- تیراندازی  (جزئیات)  (8)
- شنا  (جزئیات)  (26)
- تنیس روی میز  (جزئیات)  (7)
- تنیس  (جزئیات)  (4)
- والیبال  (جزئیات)  (2)
- واترپلو  (جزئیات)  (1)
- وزنه‌برداری  (جزئیات)  (10)
- کشتی  (جزئیات)  (20)

## کشورهای شرکت‌کننده
- الجزایر (136)
- مصر (205)
- فرانسه (287)
- یونان (195)
- ایتالیا (368)
- لبنان (13)
- مالت (68)
- موناکو (5)
- مراکش (106)
- اسپانیا (263)
- سوریه (11)
- تونس (154)
- ترکیه (188)
- یوگسلاوی (409)

## جدول مدال‌ها
*   کشور میزبان ( یوگسلاوی)
| رتبه            | کشور            | طلا | نقره | برنز | مجموع |
| --------------- | --------------- | --- | ---- | ---- | ----- |
| ۱               | یوگسلاوی*       | ۵۶  | ۳۸   | ۳۳   | ۱۲۷   |
| ۲               | فرانسه          | ۵۵  | ۴۰   | ۳۴   | ۱۲۹   |
| ۳               | ایتالیا         | ۴۹  | ۶۳   | ۴۷   | ۱۵۹   |
| ۴               | اسپانیا         | ۱۶  | ۲۰   | ۳۲   | ۶۸    |
| ۵               | یونان           | ۷   | ۱۰   | ۱۳   | ۳۰    |
| ۶               | ترکیه           | ۵   | ۵    | ۱۴   | ۲۴    |
| ۷               | مصر             | ۳   | ۹    | ۱۰   | ۲۲    |
| ۸               | الجزایر         | ۱   | ۵    | ۱۰   | ۱۶    |
| ۹               | تونس            | ۱   | ۲    | ۹    | ۱۲    |
| ۱۰              | لبنان           | ۱   | ۱    | ۰    | ۲     |
| ۱۱              | سوریه           | ۱   | ۰    | ۰    | ۱     |
| ۱۲              | مراکش           | ۰   | ۲    | ۳    | ۵     |
| مجموع (۱۲ کشور) | مجموع (۱۲ کشور) | ۱۹۵ | ۱۹۵  | ۲۰۵  | ۵۹۵   |